# Теорема Йоахимсталя о линии кривизны
Теорема Йоахимсталя о линии кривизны — классический результат дифференциальной геометрии поверхностей.
Частный случай, когда одна из поверхностей является плоскостью, доказан Фердинандом Йоахимсталем и обобщена Оссианом Бонне.

## Формулировка
Пусть две гладкие поверхности {\displaystyle \Sigma _{1}} и {\displaystyle \Sigma _{2}} пересекаются под постоянным углом вдоль гладкой регулярной кривой {\displaystyle \gamma }.
Предположим {\displaystyle \gamma } является линией кривизны в {\displaystyle \Sigma _{1}}.
Тогда {\displaystyle \gamma } является линией кривизны в {\displaystyle \Sigma _{2}}.